# HD 173416 b
HD 173416 b és un planeta extrasolar situat aproximadament a 440 anys llum de distància, a la constel·lació de la Lira, orbitant l'estel de tipus G HD 173416. Aquest gegant gasós va ser descobert el 10 de gener de 2009 per Liu et al.
Aquest planeta orbita a 1,16 ua del seu estel. No obstant això, malgrat el fet que el planeta orbita el 16% més lluny de l'estel que la Terra del Sol, el seu període orbital és de només 323,6 dies, en comparació amb els 365,25 dies de la Terra. Aquesta relació inversa és causada perquè l'estel HD 173416 posseeix el doble de la massa del nostre Sol, cosa que augmenta la força del seu camp gravitacional. Aquesta evidència implica que, quan l'estel estava en la seqüència principal, va ser un estel de tipus A.